# 大一バス
株式会社大一バス（だいいちバス）は、北海道帯広市に本社を置き、ハイヤー事業および貸切バス事業を行っていた企業である。2011年（平成23年）11月までの旧商号は大一ハイヤーであった。

## 概要
1930年（昭和5年）に2台の車輌で大一タクシーを開業。太平洋戦争中の1940年（昭和15年）に政府による企業統制令の発令で廃業となった。
1953年（昭和28年）になり3台の車輌で大一ハイヤーを再発足。1986年（昭和61年）より一般貸切旅客自動車運送事業の認可を受けて貸切バス事業に進出した。
2011年（平成23年）11月、小型タクシー事業を同業の「まりもハイヤー」に譲渡。商号をバス事業の通称であった大一バスに変更した。
2012年（平成24年）4月2日、貸切バス事業の不振などにより経営が圧迫されていることから釧路地裁帯広支部に自己破産を申請した。帝国データバンク帯広支店によると、負債総額は約3億5000万円。同日破産手続開始決定を受けた。

## 事業所所在地
- 北海道帯広市西25条北2丁目2番地

本社は北海道帯広市西9条南10丁目3番地に置かれていたが、旧貸切バス事業部・帯広バス営業所が設置されていた現在地に一本化されていた。
北海道千歳市上長郡1057-12に貸切バス札幌営業所も置かれていた。

## ハイヤー事業
ハイヤー事業は帯広交通圏で一般のタクシー以外に介護タクシーや運転代行を行うなど、帯広市内では最大手であった。
経営悪化のためジャンボタクシー3台と中型1台を残し、市内第2位のまりもハイヤーへ事業を譲渡した。
縮小後は予約制で帯広市内やとかち帯広空港を発着地とした観光タクシーや空港送迎タクシーの運行にシフトしていた。

## バス事業
貸切バス事業は帯広運輸支局、札幌運輸支局管内での発着が認められ、大型11台、小型7台、計18台の車輌を保有していた。

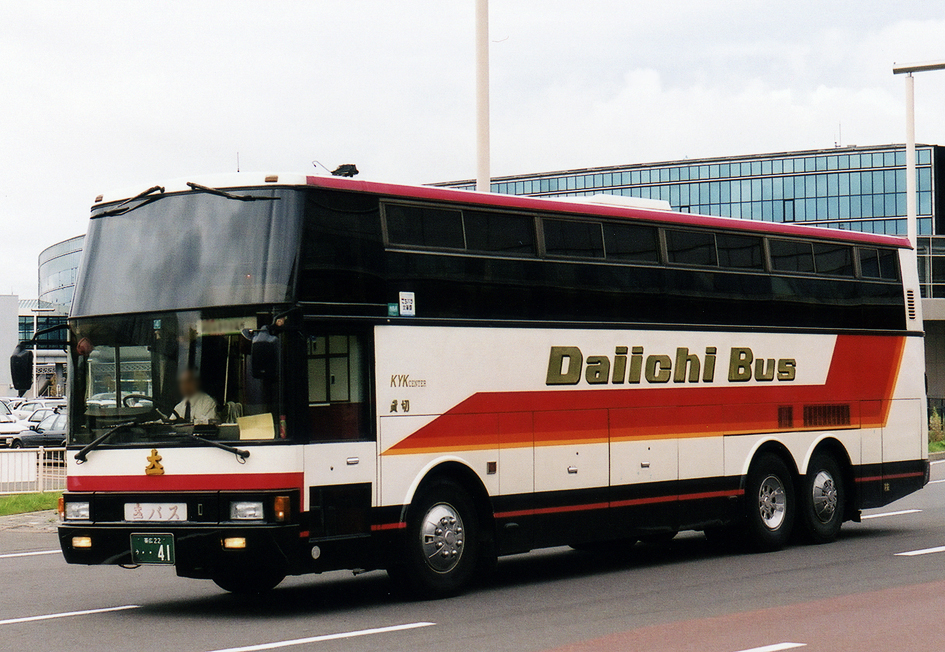
日産ディーゼル・スペースウィング
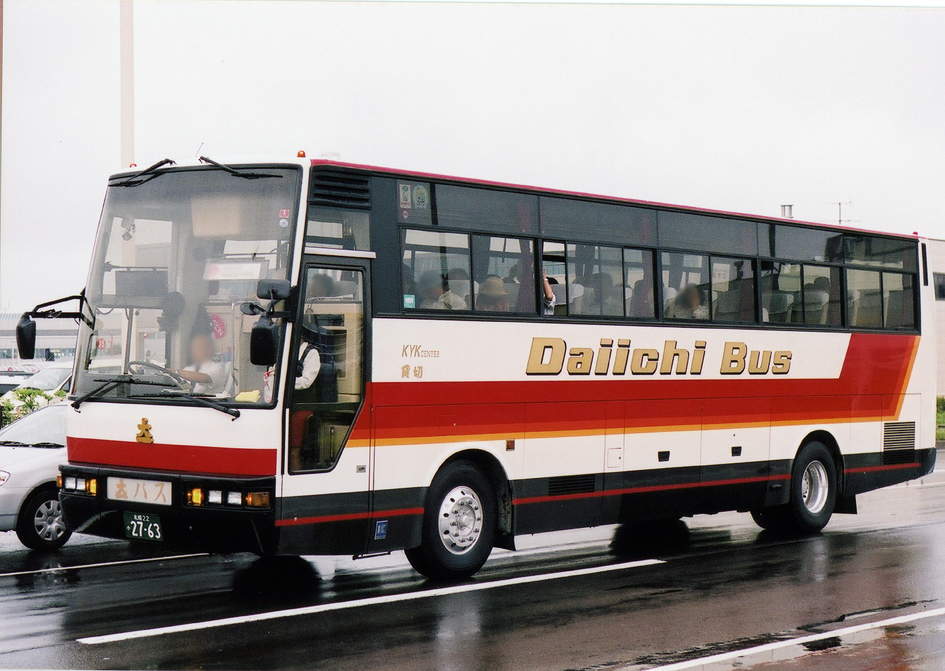
いすゞ・スーパークルーザー SHD IK
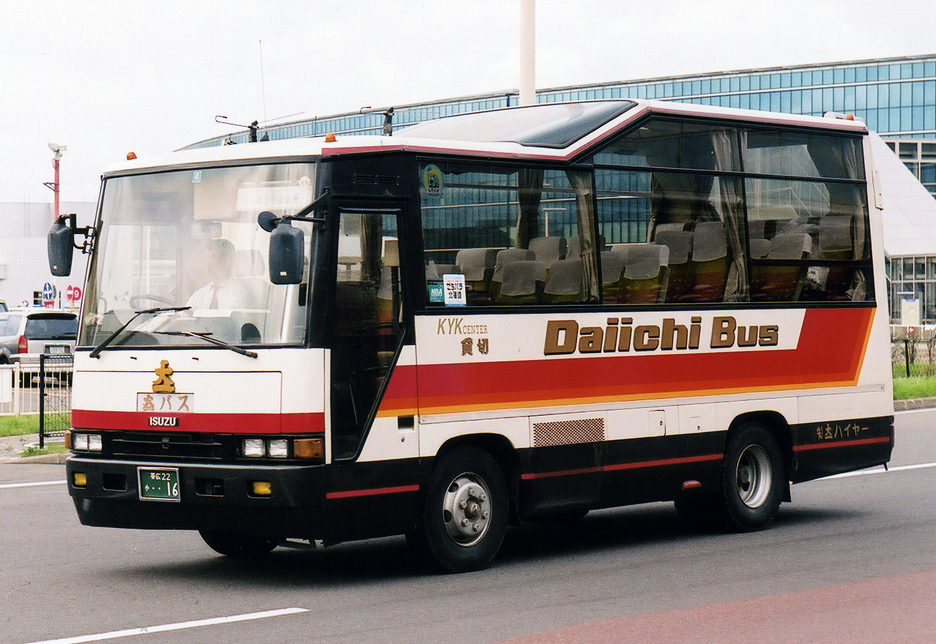
いすゞ・ジャーニーQ ロイヤルデッカー
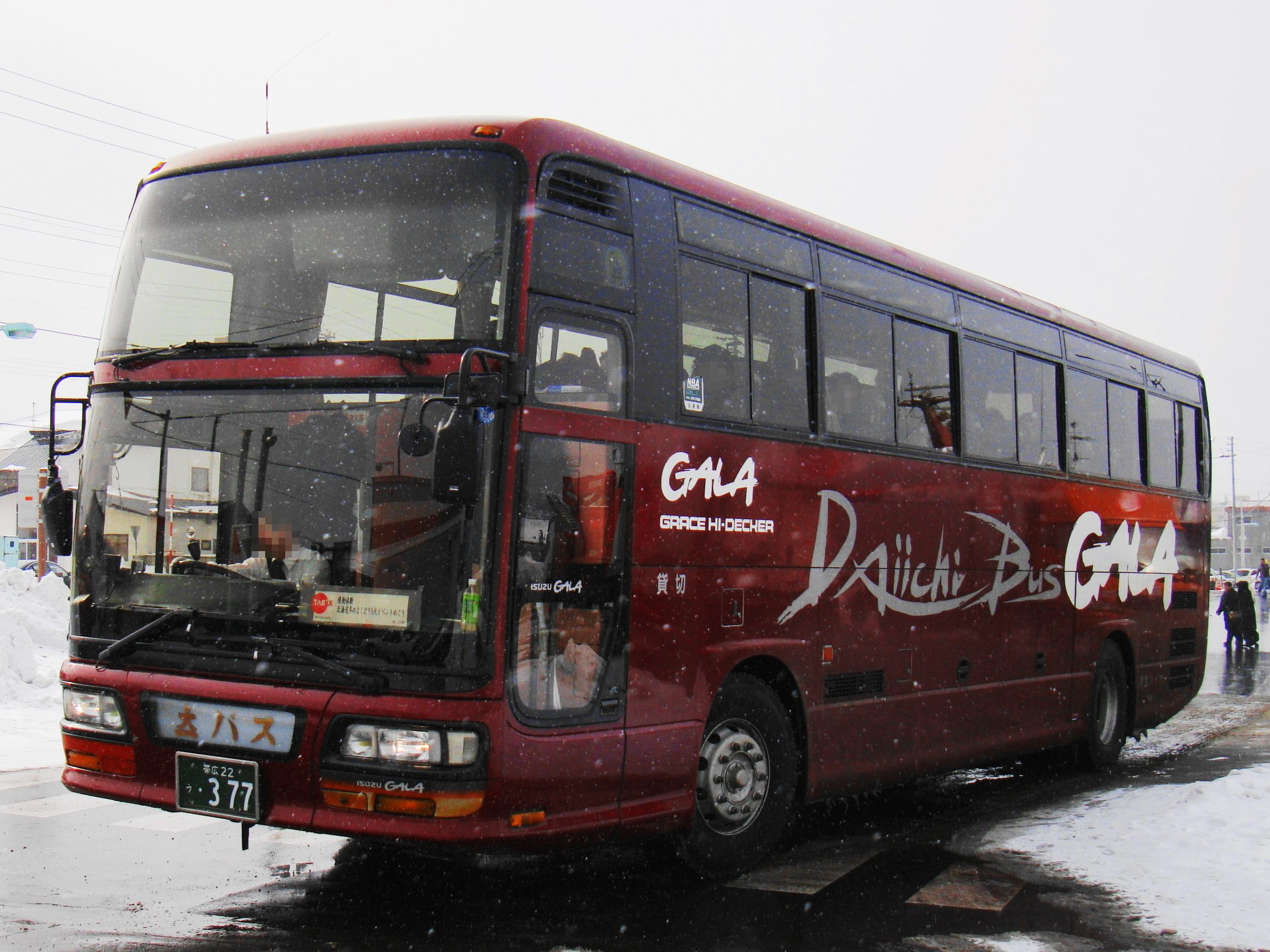
いすゞ・ガーラ